# Volvo P1900
La Volvo P1900 est une automobile du constructeur suédois Volvo. Elle fut produite entre 1956 et 1957 à seulement 68 exemplaires.

## Création
L'histoire de la P1900 démarre quand Assar Gabrielson, le dirigeant de Volvo de l'époque visite l'usine où est fabriquée la Chevrolet Corvette aux États-Unis. Il est surtout impressionné par sa ligne et sa carrosserie en fibre de verre. Il pense qu'il y a une place en Europe pour une sportive de ce genre en lance le projet P1900 en 1953.
L'objectif est de réaliser un roadster à la fois sportif et haut de gamme. Les premiers prototypes sont conçus avec Glasspar, un spécialiste américain de la fibre de verre.
Volvo prendra seulement deux années pour développer la voiture.

## Historique
La P1900 ou Volvo Sport est dotée du 1,4 litre de 70 ch amélioré de la PV444. Du fait de son poids inférieur à la tonne, la P1900 atteint les 150 km/h en vitesse de pointe.
Gunnar Engellau est devenu le nouveau dirigeant de Volvo en 1957. La légende raconte qu'il a emprunté une P1900 un week-end et qu'il obligea l'arrêt de la fabrication le lundi matin car la voiture n'atteignait pas les standards et les normes de fabrication requises chez le constructeur suédois. Il y avait entre autres des soucis d'étanchéité au niveau du plastique et un problème de rigidité de la coque.
De plus, la voiture fut proposée à la vente pour l'équivalent de 20 000 couronnes suédoises, soit le double d'une PV444 contemporaine. Les chiffres de ventes furent décevants avec seulement 44 unités produites pour 1956 et 23 pour 1957 dont l'essentiel est parti pour le continent américain. Quelques années après, il a été reconnu qu'il y avait un doublon dans les numéros de série des P1900. Il y a donc 68 voitures qui furent produites.
On estime qu'il reste une cinquantaine d'exemplaires dans le monde, la plupart restaurés et entièrement fonctionnels. La P1800 qui a remplacé la P1900 connaîtra un succès plus large avec 47 492 exemplaires vendus. La P1900 a légué son moteur à la PV444, et sa puissance en hausse lui a permis l'entrée sur le marché américain.

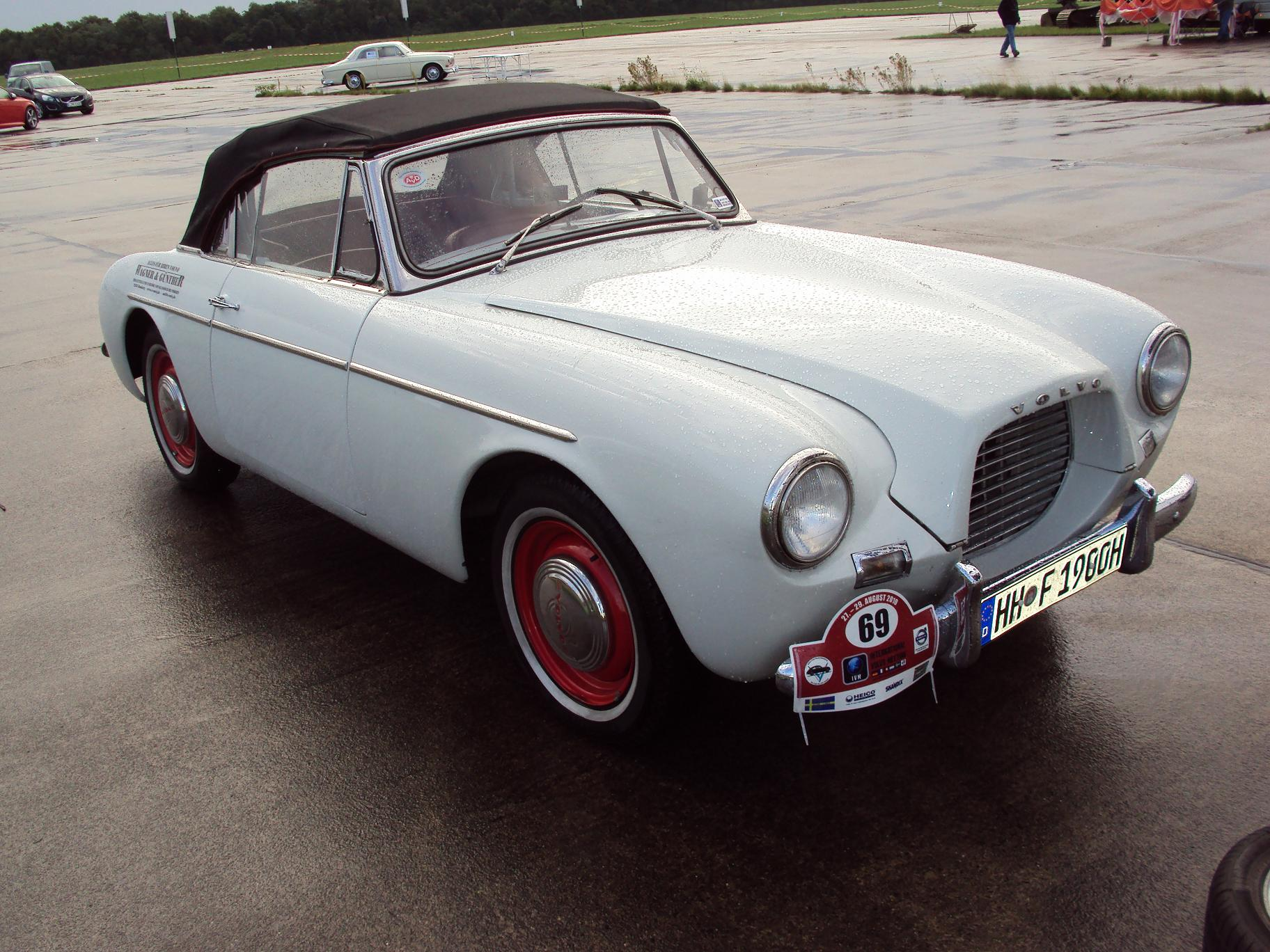
Volvo P1900 (1956 - 1957).
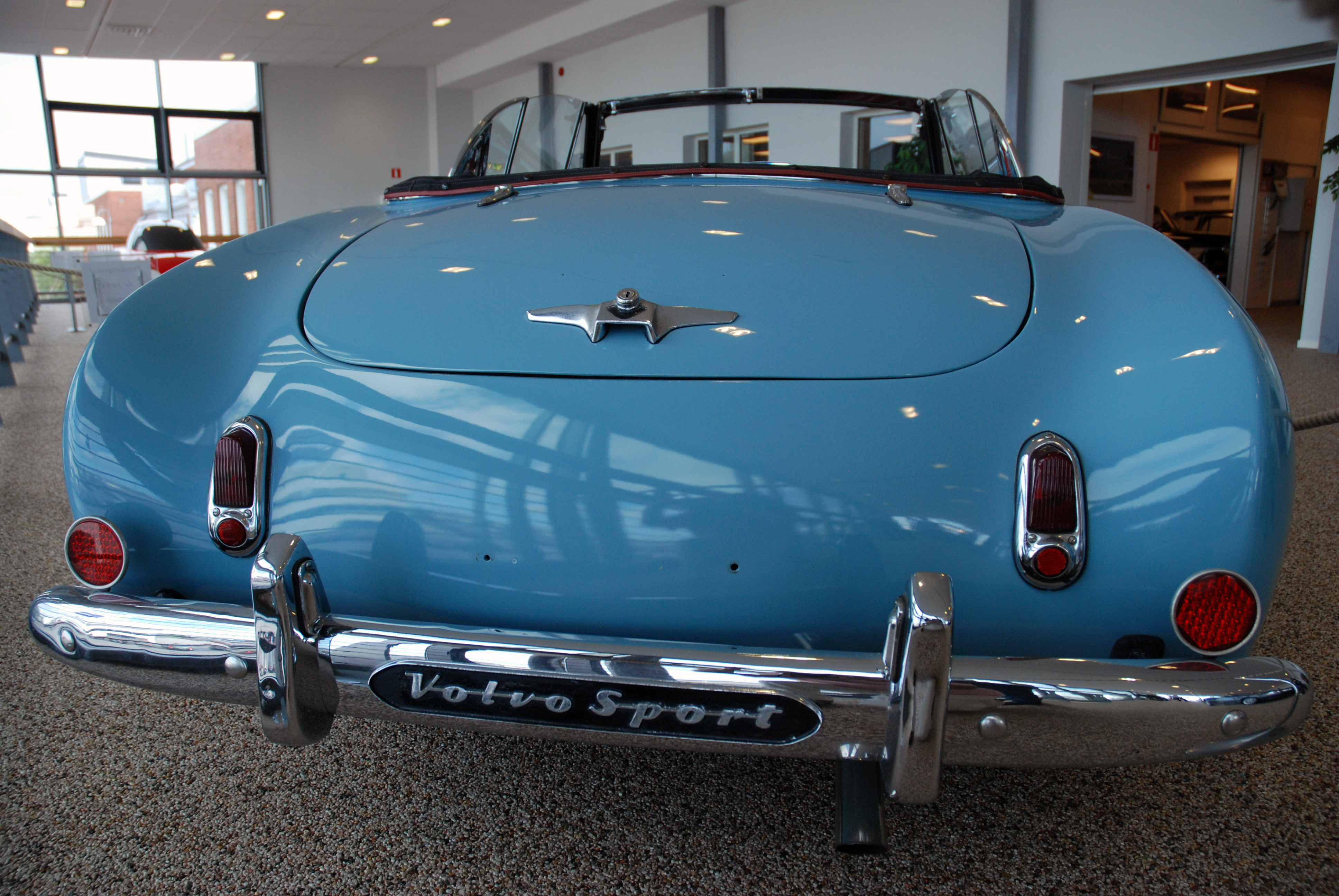
Volvo P1900 (1956 - 1957).